# Mónica Naranjo Tour
Mónica Naranjo Tour es la primera gira que la cantante española Mónica Naranjo realizó y la primera en América, de la cual hizo dos etapas por tierras mexicanas, promocionando su disco debut de 1994, llamado con su mismo nombre.

## Repertorio de la gira
1. Introducción
2. Palabra de mujer
3. Sola
4. Supernatural
5. Dame Tu Calor
6. Malherido
7. Hoy la Luna Sale Para Mí
8. Llorando Bajo La Lluvia
9. Amore
10. Sólo se vive una vez
11. Fuego de pasión
12. Amor es Solo Amar
13. Óyeme
14. El amor coloca

- Datos: Q6036228